# Râul Coasa, Lepuș
Râul Coasa este un curs de apă, afluent al râului Lepșa. 

## Hărți
- Harta Munții Vrancea  Arhivat în 9 iunie 2008, la Wayback Machine.